# Amorgos
Amorgos (grec: Αμοργóς, Amorgós) és una illa grega que pertany al grup de les Cíclades; és la més oriental de l'arxipèlag, i la més pròxima a al Dodecanès. Té una superfície de 121 km² i 112 km de costa. La seva població era de 1.851 habitants el 2001.
Té dos ports, tots dos a la costa que mira cap a Naxos: Katàpola a l'oest i Egiali a l'est. El punt més alt és a l'extrem est de l'illa, al cim del Kríkelo (821 m). La capital de l'illa, també Amorgos, és anomenada localment Khora (Χώρα, 'capital'), i es troba a l'interior, a 320 m per damunt de Katàpola.
L'indret més conegut de l'illa és el petit monestir de Khozoviótissa, fundat el segle xi, que penja al mig d'un penya-segat a 300 m sobre el mar a la costa est, i que apareix a la pel·lícula El gran blau de Luc Besson.

## Història

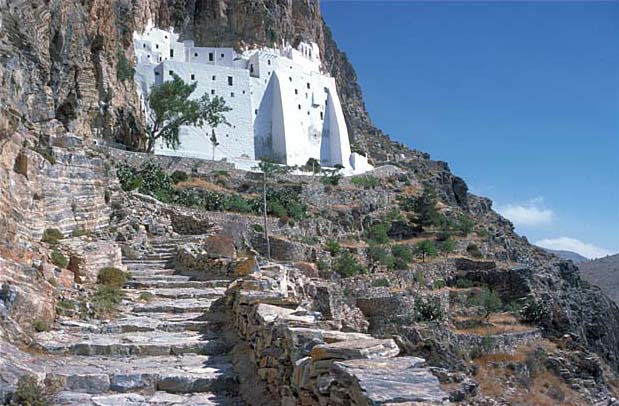
Monestir de Panagia Khozoviótissa

L'illa ja va ser habitada durant el Neolític, i va tenir la seva edat d'or durant la cultura ciclàdica del tercer mil·lenni aC, amb obres com, per exemple, l'ídol d'Amorgós. També s'han identificat restes de l'època minoica a Minoa. Part d'aquestes troballes es conserven al museu arqueològic local.
Amorgos (grec antic: Ἀμοργός, llatí: Amorgos) apareix esmentada en la història poc sovint, i és coneguda principalment per ser el lloc on es va establir com a colon el poeta Semònides. En conseqüència, com a colònia de Samos, era una illa de parla jònica. A l'illa hi havia una fàbrica d'una classe de roba de lli que portava el nom d'Amorgos i que es tenyia de vermell amb una mena de liquen que encara es troba en aquell lloc.
En època clàssica tenia tres polis (τρίπολις) que actuaven com a subjectes polítics independents, per bé que de vegades mantenien una política exterior conjunta. Aquestes ciutats eren Minoa, al centre, situada dalt del port de Katàpola; Arcèsine, al sud, situada a prop de la vila de Vrutsis; i Egíale, al nord, al costat de la vila de Tholària. Totes tres eren colònies de Samos, i ja no n'existeixen més que les ruïnes.
L'illa va ser membre de la Lliga de Delos i de la Segona Lliga atenesa. Durant la Guerra de Làmia es va produir la Batalla d'Amorgos a la vista de l'illa. Amorgos va ser utilitzada repetidament com a destinació de l'exili dels personatges indesitjables durant l'Imperi Romà i el romà d'Orient, segons explica Tàcit.
El 1537 va ser conquerida pels turcs. El 1832 va passar a formar part del recentment constituït Regne de Grècia. Durant la Dictadura dels Coronels es va tornar a fer servir com a lloc d'exili.